# Johann Putz von Adlersthurn

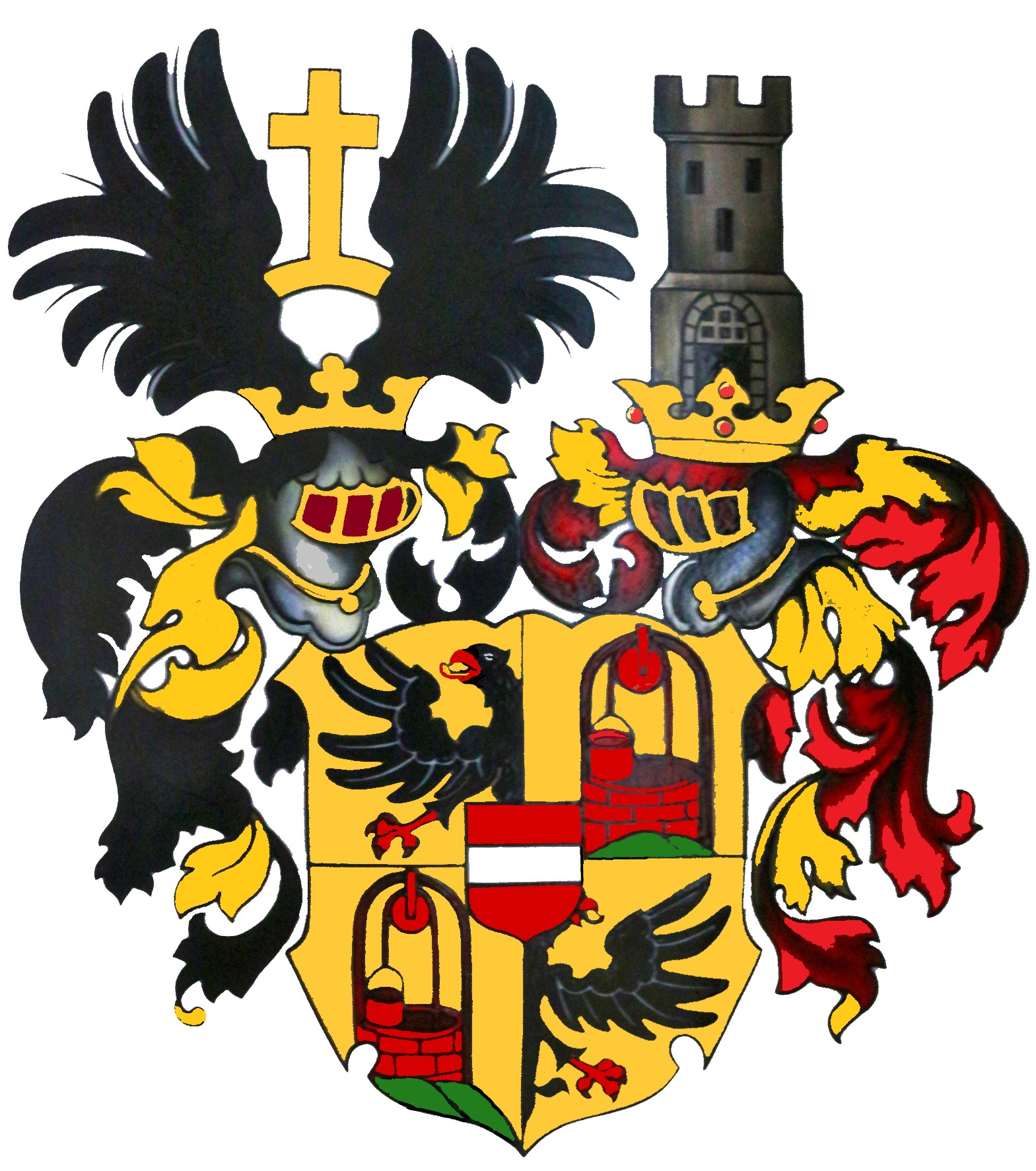
Wappen der Putz von Adlersthurn

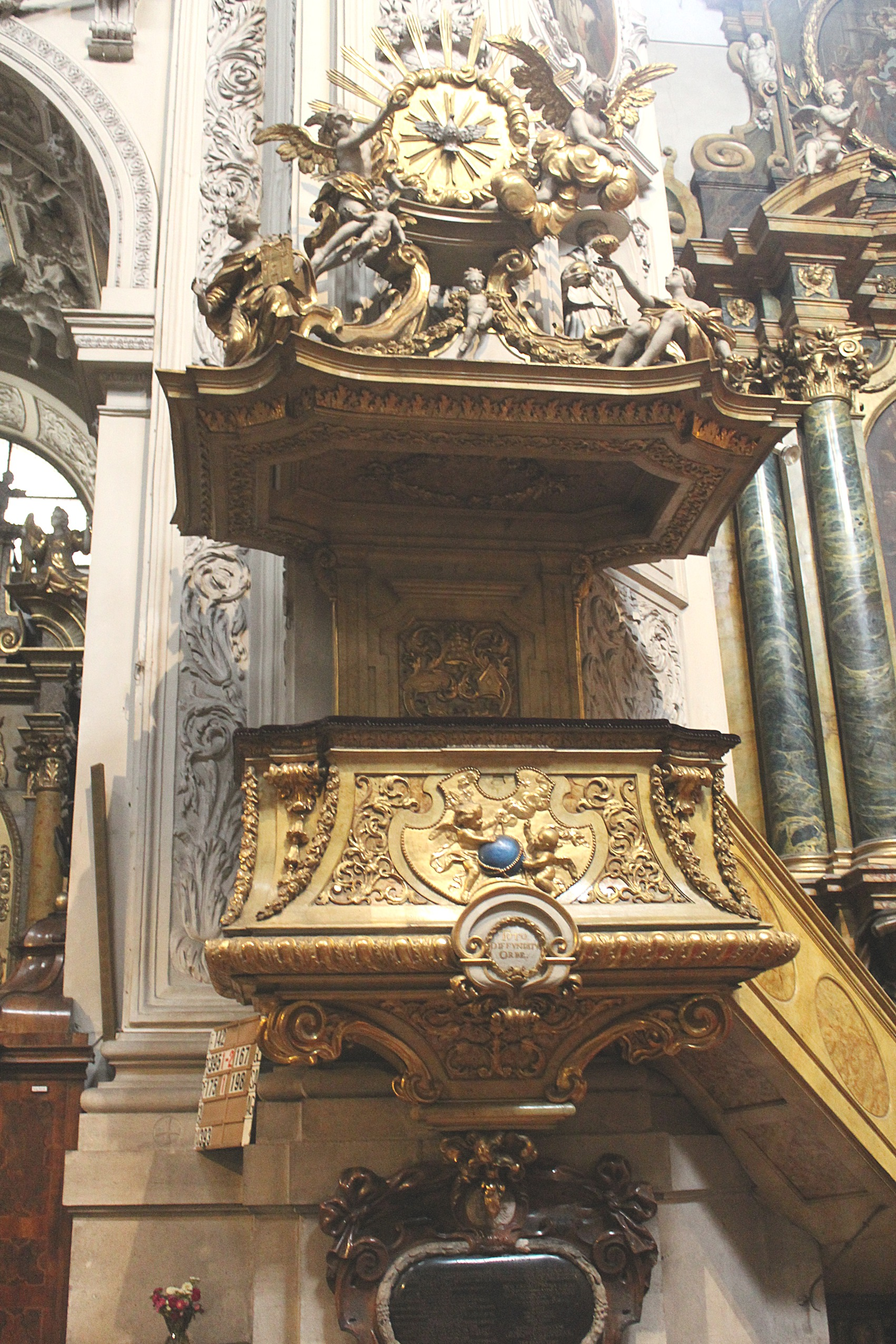
Kanzel in der Dominikanerkirche in Wien, unterhalb der Grabstein von Johann, Franz Edmund und Ignaz Dominik Putz von Adlersthurn

Johann Putz von Adlersthurn (tschechisch Jan Putz z Adlersthurnu, lateinisch Ioannes Putz de Turraquila) (* 24. Mai 1595 in Kolin; † 26. Juni 1660 in Wien) war ein einflussreicher böhmischer Beamter, der 1631 in den Adels- und 1654 in den Ritterstand erhoben wurde. Er war Kaiserlicher Hofkammerrat, Rentmeister, Kanzler sowie Oberregent der Erbfürstentümer Schweidnitz-Jauer, Oppeln, Ratibor und der Grafschaft Glatz.  

## Leben
Johann Putz von Adlersthurn entstammte dem ursprünglich bürgerlichen Geschlecht Putz von Adlersthurn. Sein Vater war Thomas Cornelius Putz († um 1631), der zu Beginn des Dreißigjährigen Krieges aus dem Heiligen Römischen Reich in das Königreich Böhmen zog, wo er als Hauptmann von Podiebrad und Kolín fungierte. Der Kaiserliche Hofkammerrat Markus Putz von Adlersthurn war möglicherweise sein Bruder. Johann Putz diente zunächst als Hofmeister und Erzieher des Ulrich Franz Kolowrat von Liebsteinsky. Darauf trat er als Beamter in kaiserliche Dienste und soll im Umkreis Wallensteins für den Kaiserhof spioniert haben. 1631 erhob ihn Kaiser Ferdinand II. in den Adelsstand. 1635/36 stieg er zum Oberregenten der Erbfürstentümer Schweidnitz-Jauer, Oppeln, Ratibor und der Grafschaft Glatz auf. Bis 1636 stand er als Rentmeister der obersten böhmischen Finanzbehörde vor, wobei er u. a. für das beschlagnahmte Vermögen des im Zuge der Gegenreformation in Böhmen enteigneten protestantischen Adels, vor allem Wallensteins und dessen Gefolgsleuten, zuständig war. 1639 erscheint er als Besitzer von Odrau im späteren Österreichisch-Schlesien. Seit dem 1. Januar 1648 diente er dem Kaiser Ferdinand III. als Hofkammerrat. 1648 erwarb er vom Kaiser das konfiszierte Gut Möhlten in der Grafschaft Glatz. Am 5. Januar 1651 kaufte er für 40.000 Gulden von den Geschwistern Johann Siegmund und Magdalena Elisabeth Zeidler von Hoffmann die Güter Niemes und Dewin sowie 1658 für 75.000 Gulden die Dörfer Merzdorf und Audishorn. 1654 wurde er von Kaiser Ferdinand III. in den alten Erbländischen- und Reichsritterstand erhoben, der am 2. August 1658 von Kaiser Leopold I. bestätigt wurde. Laut Testament vom 20. Mai 1660 setzte er seine beiden Söhne zu seinen Erben ein, der jüngere, unmündige Sohn stand zunächst unter Vormundschaft seiner Mutter und seines älteren Bruders. Johann Putz von Adlersthurn wurde in der Dominikanerkirche in Wien bestattet. Sein Grabstein und der seines älteren Sohnes befindet sich dort unterhalb der Kanzel. Die Erfüllung eines Gelübdes ermöglichte nach seinem Tod 1663 den Bau einer neuen Kirche und einer Heiliggrabkapelle in Niemes. Am 24. Juli 1689 wurde Kirche mit drei Altären geweiht.

## Familie
Johann Putz von Adlersthurn heiratete Juliane Barbara Ringhart von Multanaw. Seine Söhne waren
1. Johann Franz Edmund Putz von Adlersthurn (* um 1637; † 7. Juni 1674 in Wien), Hofkammerrat
2. Johann Ignaz Dominik Putz von Adlersthurn (* um 1649; † 28. Januar 1718 in Prag),  Hofkammerrat, Assessor des Kammer- und Feudalgerichts, Oberstmünzmeister, ⚭ Theresia Freißleben von Buschhofen